# Lebedyn (huyện)
Huyện Lebedyn (tiếng Ukraina: Лебединський район, chuyển tự: Lebedyns’kyi raion) là một huyện của tỉnh Sumy thuộc Ukraina. Huyện Lebedyn có diện tích 1542 kilômét vuông, dân số theo điều tra dân số ngày 5 tháng 12 năm 2001 là 27743 người với mật độ 18 người/km2. Trung tâm huyện nằm ở Lebedyn.